# Championnat de Hong Kong de football 2006-2007
Navigation
Saison précédente Saison suivante
La saison 2006-2007 du Championnat de Hong Kong de football est la soixante-deuxième édition de la première division à Hong Kong, la First Division League. Elle regroupe, sous forme d'une poule unique, les dix meilleures équipes du pays qui se rencontrent deux fois, à domicile et à l'extérieur. En fin de saison, les deux derniers du classement sont relégués et remplacés par les deux meilleurs clubs de Second Division League, la deuxième division hongkongaise.
C'est le club de South China AA qui remporte le championnat cette saison après avoir terminé en tête du classement final, à égalité de points mais avec une meilleure différence de buts que Kitchee SC. Xiangxue Sun Hei complète le podium à onze points du duo de tête. C'est le vingt-huitième titre de champion de Hong Kong de l'histoire du club, qui réussit le triplé en remportant également la Coupe de Hong Kong et la Coupe de la Ligue.

## Clubs participants
- South China AA
- Hong Kong 08
- Happy Valley AA
- Hong Kong FC - Promu de D2
- Lanwa Redbull[1]
- Citizen AA
- Kitchee SC
- Xiangxue Sun Hei
- Rangers
- Wofoo Tai Po - Promu de D2

## Compétition
Le barème de points servant à établir les classements se décompose ainsi :
- Victoire : 3 points
- Match nul : 1 point
- Défaite : 0 point

### Classement
| Rang | Équipe           | Pts | J  | G  | N | P  | Bp | Bc | Diff |
| ---- | ---------------- | --- | -- | -- | - | -- | -- | -- | ---- |
| 1    | South China AAC  | 42  | 18 | 13 | 3 | 2  | 47 | 18 | +29  |
| 2    | Kitchee SC       | 42  | 18 | 13 | 3 | 2  | 51 | 19 | +32  |
| 3    | Xiangxue Sun Hei | 31  | 18 | 9  | 4 | 5  | 33 | 18 | +15  |
| 4    | Rangers          | 28  | 18 | 7  | 7 | 4  | 23 | 19 | +4   |
| 5    | Lanwa Redbull    | 26  | 18 | 8  | 2 | 8  | 37 | 26 | +11  |
| 6    | Happy Valley AAT | 25  | 18 | 7  | 4 | 7  | 27 | 29 | -2   |
| 7    | Wofoo Tai PoP    | 24  | 18 | 7  | 3 | 8  | 28 | 35 | -7   |
| 8    | Citizen AA       | 19  | 18 | 5  | 4 | 9  | 26 | 32 | -6   |
| 9    | Hong Kong FCP    | 11  | 18 | 3  | 2 | 13 | 12 | 46 | -34  |
| 10   | Hong Kong 08     | 5   | 18 | 1  | 2 | 15 | 11 | 53 | -42  |

|  | Qualification pour la Coupe de l'AFC 2008                                       |
|  | Relégation directe en deuxième division                                         |
|  | T : Tenant du titre C : Vainqueur de la Coupe de Hong Kong P : Club promu de D2 |

## Bilan de la saison
| Championnat de Hong Kong de football 2006-2007 |                            |
| Champion                                       | South China AA (28e titre) |
| Coupes et trophées                             |                            |
| Vainqueur de la Coupe de Hong Kong 2006-2007   | South China AA             |
| Qualifications continentales                   |                            |
| Coupe de l'AFC 2008                            | South China AA             |
| Coupe de l'AFC 2008                            | Kitchee SC                 |
| Promotions et relégations                      |                            |
| Promus en First Division League                | Eastern AA                 |
| Promus en First Division League                | Shek Kip Mei               |
| Relégués en Second Division League             | Hong Kong FC               |
| Relégués en Second Division League             | Hong Kong 08               |